# Елен Деџенерес
Елен Ли Деџенерес (енгл. Ellen Lee DeGeneres; Метари, 26. јануар 1958) америчка је комичарка, телевизијска водитељка, глумица, књижевница и продуценткиња. Од 1994. до 1998. глумила је у комедији ситуације Елен, а од 2003. до 2022. водила је свој телевизијски ток-шоу, Шоу Елен Деџенерес.
Стендап каријеру започела је раних 1980-их, а 1986. године била је гост емисије Вечерњи шоу Џонија Карсона. Као филмска глумица, Деџенересова је глумила у филмовима: Господин Погрешни (1996), ЕдТВ (1999) и Љубавно писмо (1999), док је позајмила глас Дори у анимираним филмовима У потрази за Немом (2003) и У потрази за Дори (2016). За Нема, освојила је награду Сатурн за најбољу споредну женску улогу, први пут да је глумица освојила награду Сатурн за гласовну улогу. Године 2010. била је чланица жирија у деветој сезони емисије American Idol.
Глумила је у две телевизијске комедије ситуације, Елен (1994—1998) и Еленин шоу (2001—2002). Током четврте сезоне Елен из 1997. године, аутовала се као лезбијка у емисији Шоу Опре Винфри. Њен лик, Елен Морган, такође се аутовала пред терапеутом којег игра Винфријева, а серија је наставила да приказује различита питања ЛГБТ особа, укључујући и процес аутовања. Године 2008. удала се за дугогодишњу партнерку, Поршу де Роси.
Деџенересова је водила доделу Оскара, награда Греми и награда Еми за програм у ударном термину. Издала је четири књиге и основала дискографску кућу Eleveneleven, као и продукцијску кућу, A Very Good Production. Такође је покренула сопствени бренд, ED Ellen DeGeneres, који се састоји од колекције одеће, додатака, предмета за дом, бебе и кућне љубимце. Освојила је 30 Емија, 20 Награда по избору публике (више од било које друге особе) и бројне друге награде за свој рад и добротворне напоре. Године 2016. додељена јој је Председничка медаља слободе. У јануару 2020. године добила је награду Карол Бернет за свој рад на телевизији, поставши прва добитница након њене инаугуралне имењакиње, Карол Бернет.

## Биографија
Рођена је 26. јануара 1958. године у Метарију (Луизијана), као ћерка Бети Деџенерс, логопедисткиње и Елиота Еверета Деџенерес, агента осигурања. Њен брат је музичар и продуцент Венс Деџенерес. 
Након што је завршила средњу школу у Атланти 1976, Елен је похађала Универзитет у Њу Орлеансу (смер комуникације), али је напустила школовање после једног семестра.

## Каријера
Након напуштања факултета, бавила се различитим пословима док се није окренула стендап комедији у малим клубовима и кафићима, а онда је почела стално да наступа у Клајдовом клубу комедије до 1981. године.
Од почетка раних 80-тих била је на турнејама широм земље и прозвана најзабавнијом особом у Америци, након што је победила у такмичењу спонзорисаном од стране кабловске телевизије Шоутајм. Први пут се појавила у Вечерњем шоуу Џонија Карсона 1986. године.
Иако њени рани покушаји да наступа у телевизијским серијама нису били запажени, успех је доживела са водећом улогом у свом ситкому These Friends of Mine (касније преименованог у Ellen).
У априлу 1997. године пореметила је историју телевизије када је лик који глуми, али и Деџенерес сама, открила да је лезбијка. Шоу је отказан следеће сезоне због опадајућих рејтинга, после чега се вратила стендап комедији. Нову серију The Ellen Show лансирала је 2001. године, на ЦБС-у, али ни она није биле задовољавајуће гледаности и отказана је.
Препознавање као телевизијског уметника стигло је 2003. године, када је њен дневни ток шоу Ellen: The Ellen DeGeneres Show доказао да је истовремено може да буде критичан, али и комерцијално успешан. Заједно са добрим рејтинзима, шоу је освојио и неочекивану славу у телевизијској индустрији, освојивши чак 15 Еми награда у прве три сезоне емитовања.
Деџенересова је такође направила име од себе као домаћин додела награда. Водила је Греми доделу награда 1996. године и 1997. године, као и Primetime Emmy Awards 2001. године и 2005. године. У фебруару 2007. године први пут је водила доделу награда Оскар, као и 2014. године.

## Приватни живот
Велики је љубитељ животиња и на свом имању поред мачки и паса има и коње, краве. Борац је за права ЛГБТ особа. У време када је јавно признала да је лезбијка, забављала се са Ен Хеч. Са својом партнерком Поршом де Роси венчала се у августу 2008. године. Амерички председник Барак Обама доделио јој Председнички медаљу слободе, а гостујући у њеној емисији оценио је да је она једна од особа која је имала највећи утицај на ЛГБТ једнакост.